# Eugen Barbu

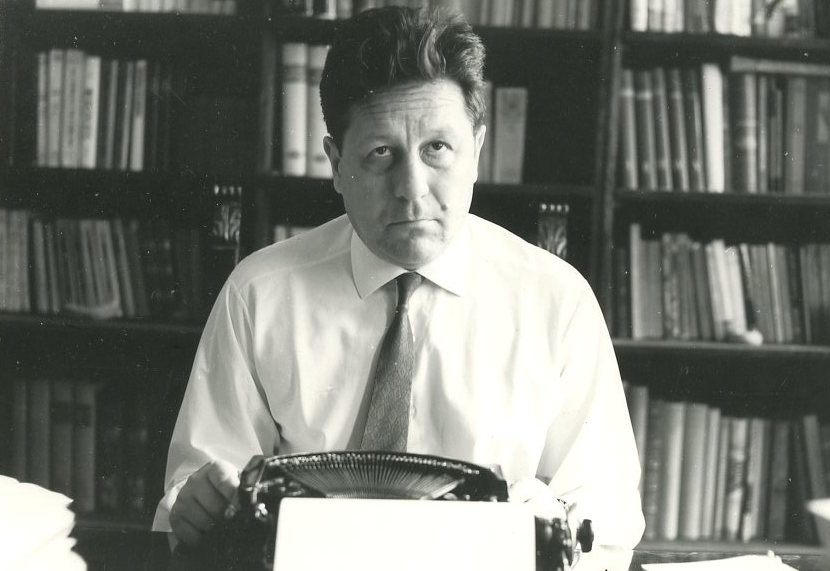
Eugen Barbu

Eugen Barbu (* 20. Februar 1924 in Bukarest; † 7. September 1993) war ein rumänischer Schriftsteller, Journalist, Übersetzer und Politiker.

## Leben
Barbu begann nach dem Besuch des Gymnasiums 1943 ein Jurastudium, das er jedoch zu Gunsten einer Ausbildung als Gendarmerieoffizier (bis 1945) abbrach. Ein Studium an der Fakultät für Literatur und Philosophie der Universität Bukarest brach er nach drei Jahren 1948 ebenfalls ab. Seit den frühen 1940er Jahren schrieb er unter den Pseudonymen Eugen Rabe und Eugen Baraba für die Zeitschriften Epigrama, Gluma, Păcală şi Veselia und Sburătorul Reportagen, Reise- und Sportberichte, politische Artikel und Polemiken.
Nach 1945 wurde er der bedeutendste rumänische Vertreter des sozialistischen Realismus und galt als der „Hofpoet“ der Ceaușescu-Ära. Er hatte hohe politische Ämter inne, u. a. war er Mitglied im Zentralkomitee der Rumänischen Kommunistischen Partei (Partidul Comunist Român, PCR), Mitglied der Großen Nationalversammlung und korrespondierendes Mitglied der Rumänischen Akademie. Von 1962 bis 1968 war er Chefredakteur der Zeitschrift Luceafărul, von 1970 bis 1989 von Săptămâna und Săptămâna culturală a Capitalei, von 1990 bis 1993 leitete er schließlich die Zeitschrift România Mare. 1991 war er Gründungsmitglied und erster Ehrenvizepräsident der rechts-nationalistischen Partidului România Mare (PRM). Für die Wahlperiode 1992 bis 1996 wurde er als Abgeordneter der PRM für Bukarest in die rumänische Abgeordnetenkammer gewählt, der er bis zu seinem Tod angehörte.
Seine literarische Laufbahn begann Barbu 1955 mit dem Kurzgeschichtenband Gloaba. In den folgenden Jahren profilierte er sich erfolgreich als Romanautor. Mehrfach war er dabei mit Plagiatsvorwürfen konfrontiert. So habe er für den Roman Groapa (1957) Stoian Gh. Tudors Roman Hotel Maidan verwendet, in dem Roman Principele (1969) mittelalterliche Chroniken verwendet, ohne die Quellen zu nennen, und im dritten Band des Romans Incognito (I–IV, 1975–1980) gebe es Passagen, die mit Konstantin Paustowskis Erzählungen vom Leben, Band 2: Unruhige Jugend (1954) identisch seien. Hatten diese Vorwürfe in der Ceaușescu-Ära für ihn keine Folgen, führten sie doch 1990 zum Ausschluss aus dem rumänischen Schriftstellerverband.
Neben Kurzgeschichten und Romanen veröffentlichte Barbu auch Gedichte, Essays, Reiseberichte und Theaterstücke. Von seiner Istorie polemică şi antologică a literaturii române de la origini până în prezent (Polemische und anthologische Geschichte der rumänischen Literatur von den Anfängen bis zur Gegenwart) erschien nur ein Band (1975) über Nachkriegslyrik. Außerdem verfasste er auch Drehbücher für Filme und Fernsehserien und übersetzte u. a. Werke von William Faulkner, Fjodor Dostojewski und Thomas Mann. 1969 erhielt er den Ion-Creangă-Preis der Rumänischen Akademie, 1975 den Preis des Rumänischen Schriftstellerverbandes und 1978 den Herder-Preis.

## Werke
- Gloaba, Erzählungen, 1955
- Tripleta de aur, Erzählungen, 1956
- Balonul e rotund, Roman, 1956
- Unsprezece, Roman, 1956
- Groapa, Roman, 1957
- Pe-un picior de plai, Reportagen, 1957
- Oaie și ai săi, Erzählungen, 1958
- Patru condamnați la moarte, Erzählungen, 1959
- Șoseaua Nordului, Roman, 1959
- Cât în 7 zile, Reportagen, 1960
- Tereza, Erzählungen, 1961
- Prânzul de duminică, Erzählungen, 1962
- Facerea lumii, Roman, 1964
- Vânzarea de frate, Erzählungen, 1968
- Martiriul Sfântului Sebastian, Erzählungen, 1969
- Princepele, Roman, 1969
- Cu o torță alergând în fața nopții, Reportagen, 1972
- Miresele, Erzählungen, 1975
- Incognito I-IV, Roman, 1975–1980
- Ianus, Roman, 1993